# Encens (fumigation)
Pour les articles homonymes, voir Encens.

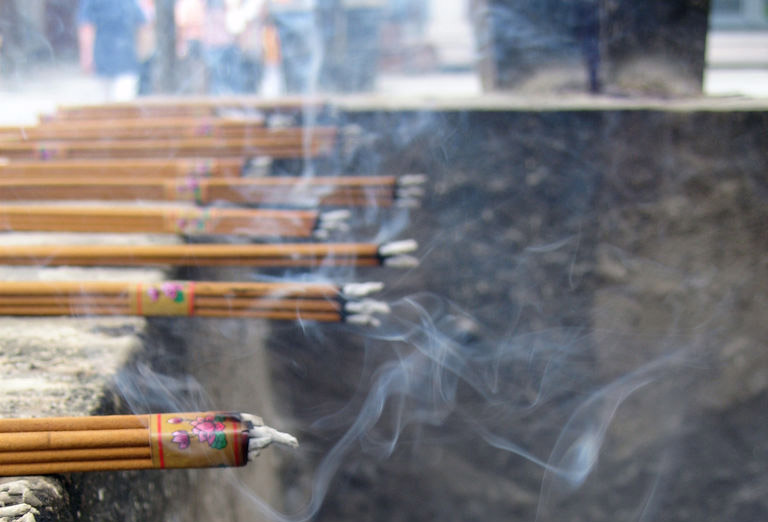
Bâtons d'encens offerts en offrande au temple de Longhua (Shanghai).

L'encens [ɑ̃sɑ̃, ɑ̃sɑ̃ːs] (le -s final peut être muet ou prononcé) est un terme vernaculaire pour qualifier diverses substances dégageant une odeur agréable lors de leur combustion ou de leur chauffage. Il est communément admis que les fumigations furent les premiers parfums de l'humanité , mais les données scientifiques récentes montrant que dans une pièce fermée, les fumigations d'encens sont toxiques (plus génotoxiques et cytotoxiques encore que la fumée de cigarette).

## Étymologie
Dans la langue française, le mot « encens » est relativement tardif : il a été emprunté vers 1135 au latin ecclésiastique « incensum », désignant une matière brûlée en sacrifice (participe passé neutre du verbe « incendere », signifiant « brûler », « enflammer »). Les Grecs dans l'antiquité l'appelaient « thymiama » : ce mot proche de « thym », est à rattacher au substantif grec « thyos » qui évoque à la fois l'idée d'offrande et de parfum, d'aromate, dérivé du verbe « thyô », « offrir un sacrifice aux dieux » (que l'on fait brûler). À l'origine, il y a sans doute une racine indo-européenne « °dhu- » (« faire brûler »).

## Variétés, formes et modes de fabrication

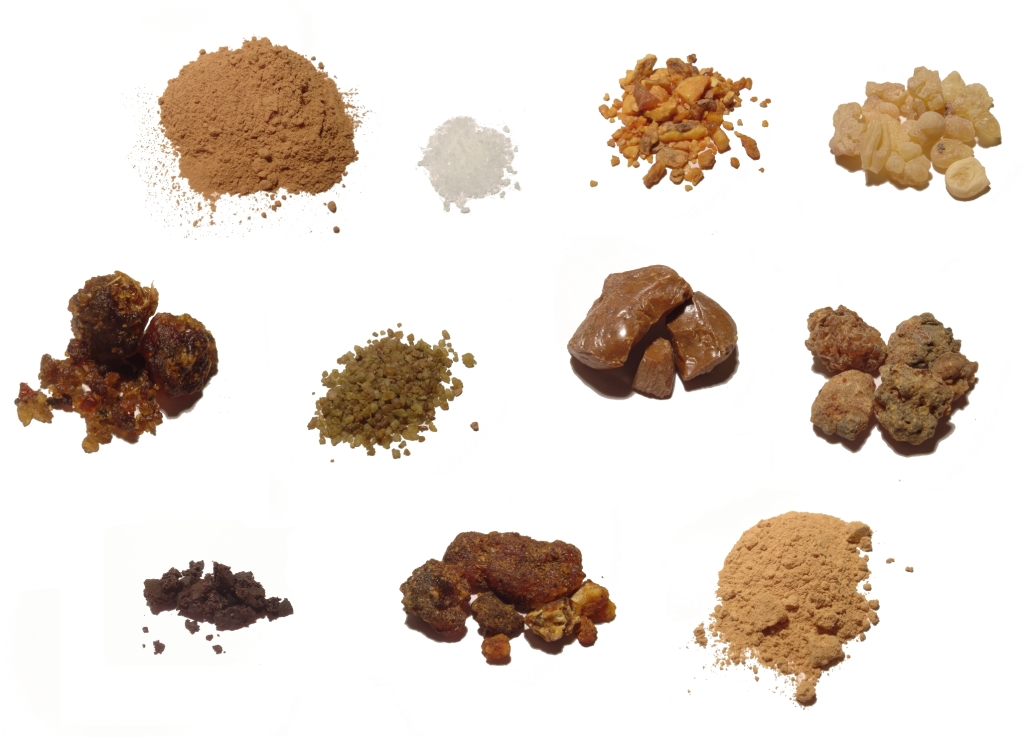
Diverses variétés de matière odorante servant à la fabrication des encens : Camphre de Bornéo, Benjoin de Sumatra, Oliban blanc, Guggul (Commiphora wightii), Oliban doré, Baume de Tolu, Myrrhe de Somalie, Labdanum, Opoponax, et poudre de santal blanc.

Les parfums à brûler existent sous diverses formes ; néanmoins, on peut établir une distinction entre les présentations non-façonnées et les présentations façonnées.
Les premières sont représentés par les résines brutes, éclat de bois odorant ou épices entières d'un côté et poudres de résine, de bois ou d'épices. Les éléments sont simplement réduis en une poudre plus ou moins fine, parfois additionnée d'huiles essentielles ou de parfum artificiel.
Ce sont les formes les plus simples et les plus brutes de fumigations, et elles nécessitent pour la plupart un charbon ardent ou un brûleur électrique pour être utilisées.
La seule exception notable est le bâton de fumigation amérindien. Composé de plantes aromatiques liées ensembles et séchées, il est simplement enflammé.
Les versions façonnées comportent les bâtons, les cônes, les boulettes, cordelettes, spirales ainsi que les encens pressés.
Le façonnage de l'encens est plus ou moins marqué, le moins façonné étant l'encens népalais en cordelette. La poudre d'encens est simplement enfermée dans une feuille de papier de riz et façonnée sous la forme d'une cordelette dont on enflamme l'une des extrémités.
Puis viennent les boulettes. Des poudres de plantes, résines ou aromates sont mélangées avec du miel (certains bakhuur), de la mélasse ou un confit de fruit (neriko); puis mises en fermentation durant une période plus ou moins longue avant d'être façonnées en boulettes de la taille d'un pois chiche. Ces boulettes sont ensuite utilisées dans des brûleurs à charbon ou électriques.
Enfin, les bâtonnets, cônes et encens pressés sont fabriqués à base de poudres aromatiques, parfois renforcées d'huiles parfumées tel que le champa, d'eau et d'une poudre facilitant la combustion tel que le taboo, le charbon ou le salpêtre. Le mélange obtenu peut être roulé autour d'un bâtonnet de bambou (encens indien), extrudé en bâtonnet (encens japonais ou senkō), moulé en forme de cône ou de formes diverses. Ces versions s'utilisent en allumant simplement l’extrémité du bâton ou du cône, et en laissant la matière se consumer sans flamme. La quantité de fumée dégagée est très variable : de très abondante pour les encens indiens à absente pour les encens japonais, sans fumée. Il est à noter que certains encens pressés japonais haut de gamme sont à utiliser avec un brûleur et non par consumation.

## Les fumigations dans l'Antiquité

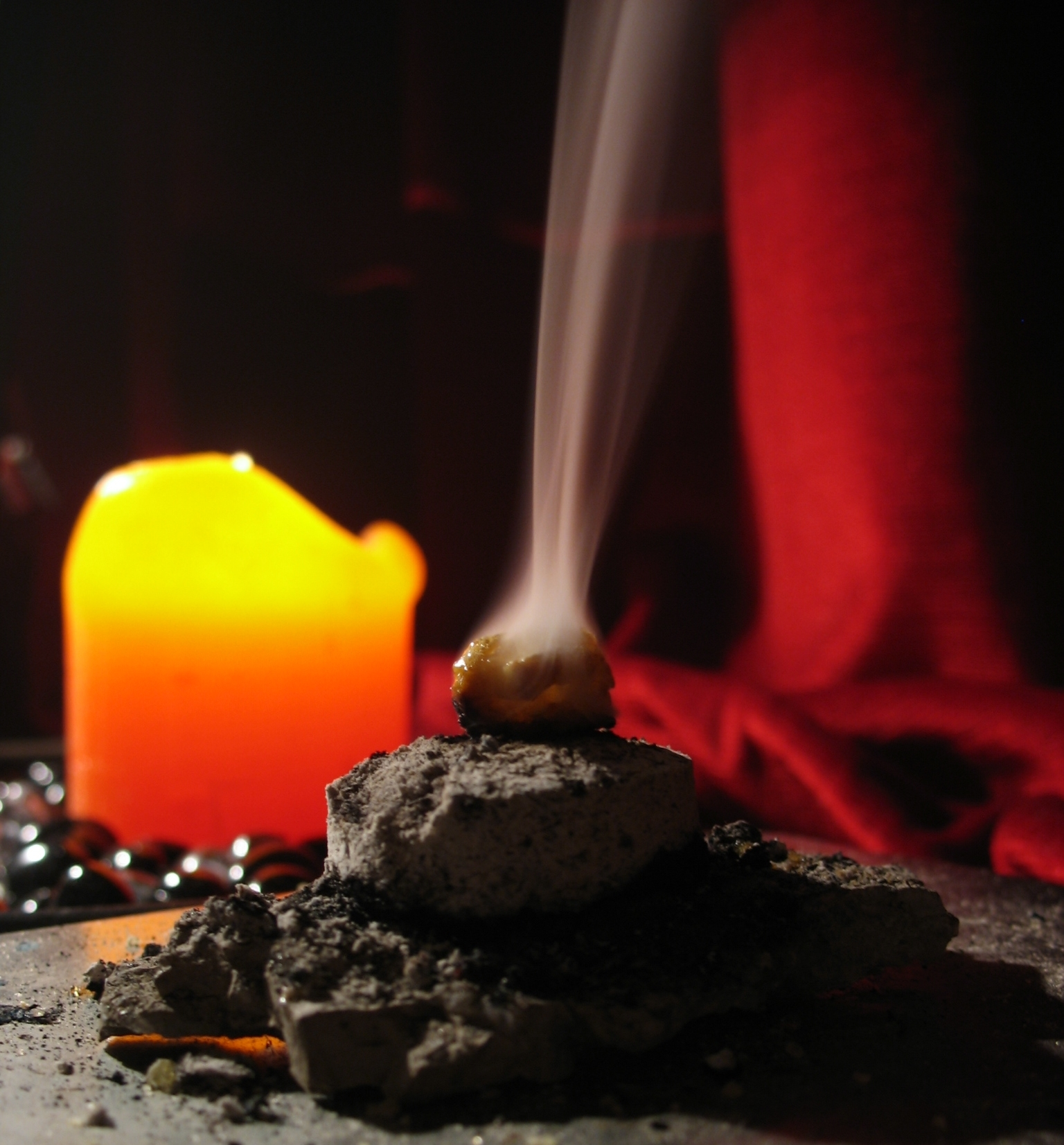
Encens sur charbon.

Le dieu assyrien Baal en est un grand consommateur, mais Yahvé, dans l'Ancien Testament, semble également beaucoup apprécier l'encens, mentionné à 113 reprises dans les divers livres. On note surtout un passage de l'Exode (XXX : 34-37) dans lequel Yahvé précise à Moïse la composition du mélange qu'il faut faire brûler pour lui (styrax, onyx, galbanum, aromates et pur encens), tout en lui indiquant que ce mélange ne doit pas être utilisé de façon profane :

« Le parfum que tu fais là, vous n'en ferez pas pour vous-mêmes de même composition. Il sera saint pour toi, réservé à Yahvé. Quiconque fera le même pour en humer l'odeur sera retranché de son peuple. »

Les Égyptiens, considérés comme les plus grands parfumeurs de l'Antiquité, font eux aussi un grand usage de l'encens, qui entrait notamment dans la composition du kyphi. Le nom même de l'encens dans l'ancienne langue égyptienne est évocateur. Le mot « netcher » désigne ce qui relève des dieux ou du divin et le causatif de ce mot est utilisé pour dénommer l'encens : « sénetecher » dont une traduction pourrait être : « Ce qui rend divin ». Même chose chez les Grecs et les Romains[réf. nécessaire]. La nature divine de l'encens est évoquée par Ovide dans ses Métamorphoses, puisque selon lui le premier arbre à encens aurait poussé sur la tombe de Leucothoé, maîtresse d'Hélios châtiée par son père Orchamos.
Le christianisme, dans la continuité de l'Ancien Testament, perpétue l'utilisation de l'encens. De plus, il fait partie des cadeaux apportés au Christ par les rois mages. L'encens est brûlé dans un encensoir, qui est balancé selon l'usage propre à chacun des rites respectifs pour mieux en diffuser dans l'air le parfum. La fumée de l'encens montant vers le ciel symbolise également la prière qui monte vers Dieu.
De tous les parfums, l'encens est certainement celui qui a le passé le plus prestigieux. On le considérait dans l'Antiquité comme plus précieux que l'or, et la route de l'encens a fait la fortune de plusieurs royaumes arabes.[réf. nécessaire]

### Moyen-Orient et Afrique

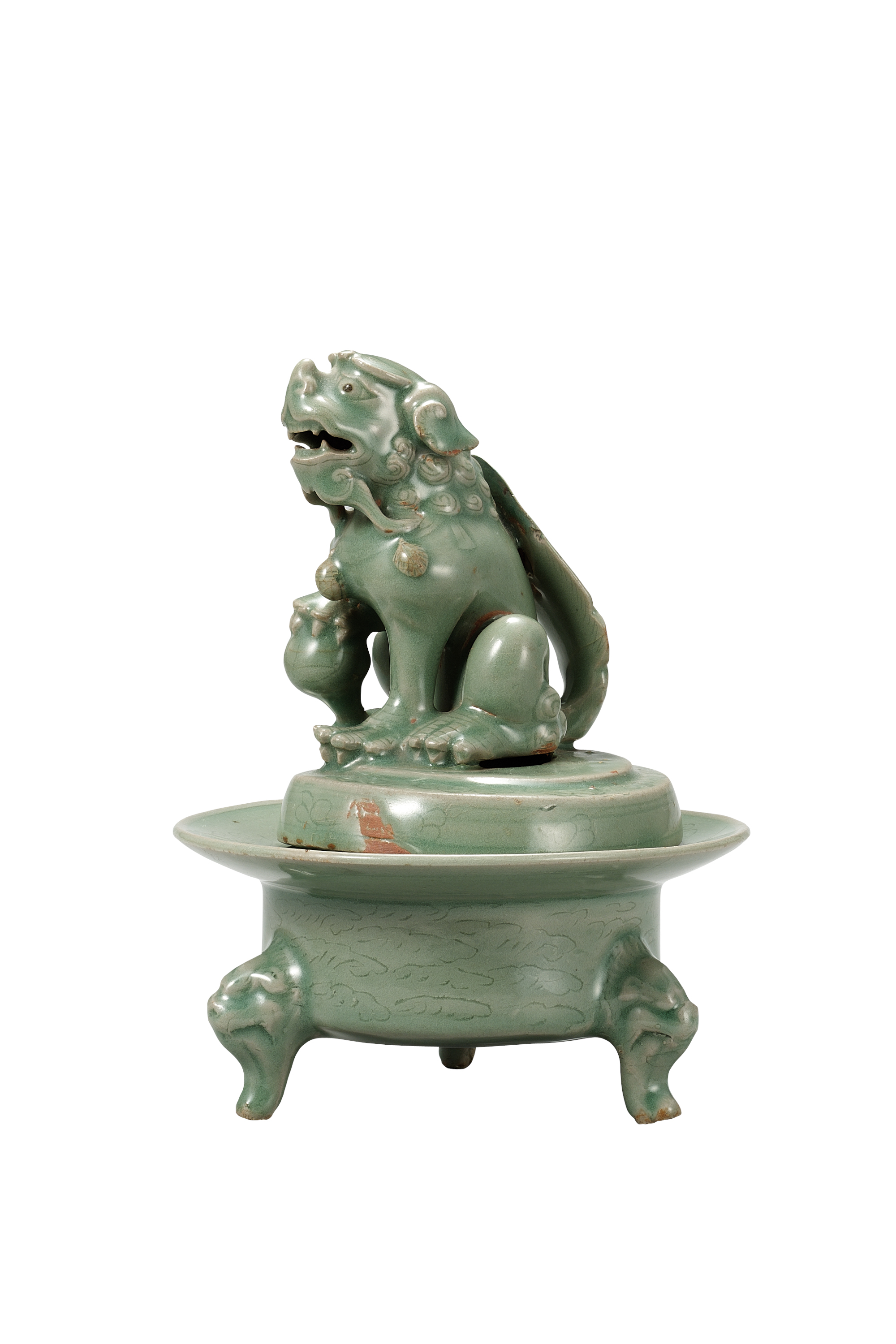
Brûleur d'encens en céladon avec couvercle en forme de lion, céramique de Goryeo, XII, Musée national de Corée.

## Géographie des parfums à brûler

### Asie

#### Viêt Nam
Un des plus importants lieux de production est situé à Quang Phu Cau.

### Europe

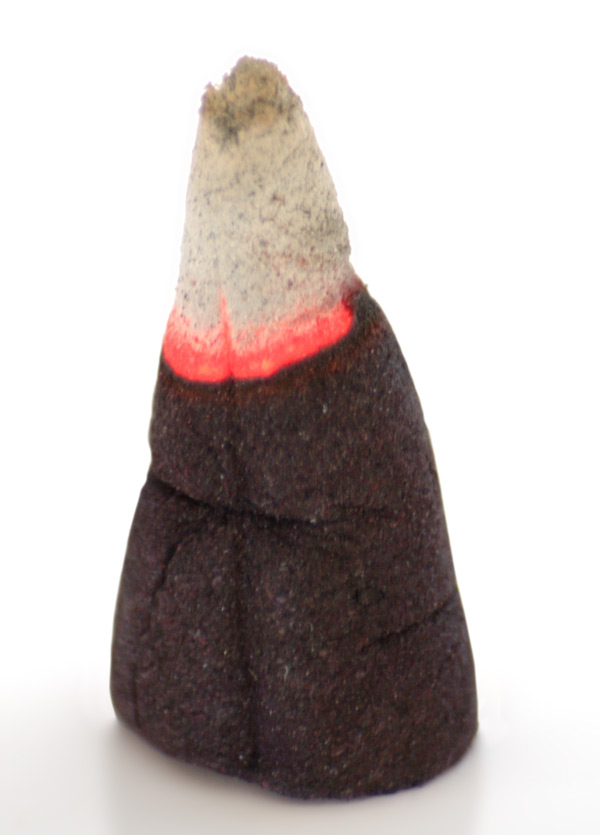
« Räucherkerzchen », ou cône d'encens (allemand) utilisé durant la période de Noël. Les cônes sont sources d'émissions plus importantes de benzène et de formaldéhyde que les bâtons

Le sang-dragon est une résine rouge aux vertus médicinales et colorantes, utilisée depuis l'Antiquité et redécouverte lors des grandes explorations, avant d’être délaissée par la médecine moderne.
Le parfumeur royal

## Toxicité des fumées d'encens

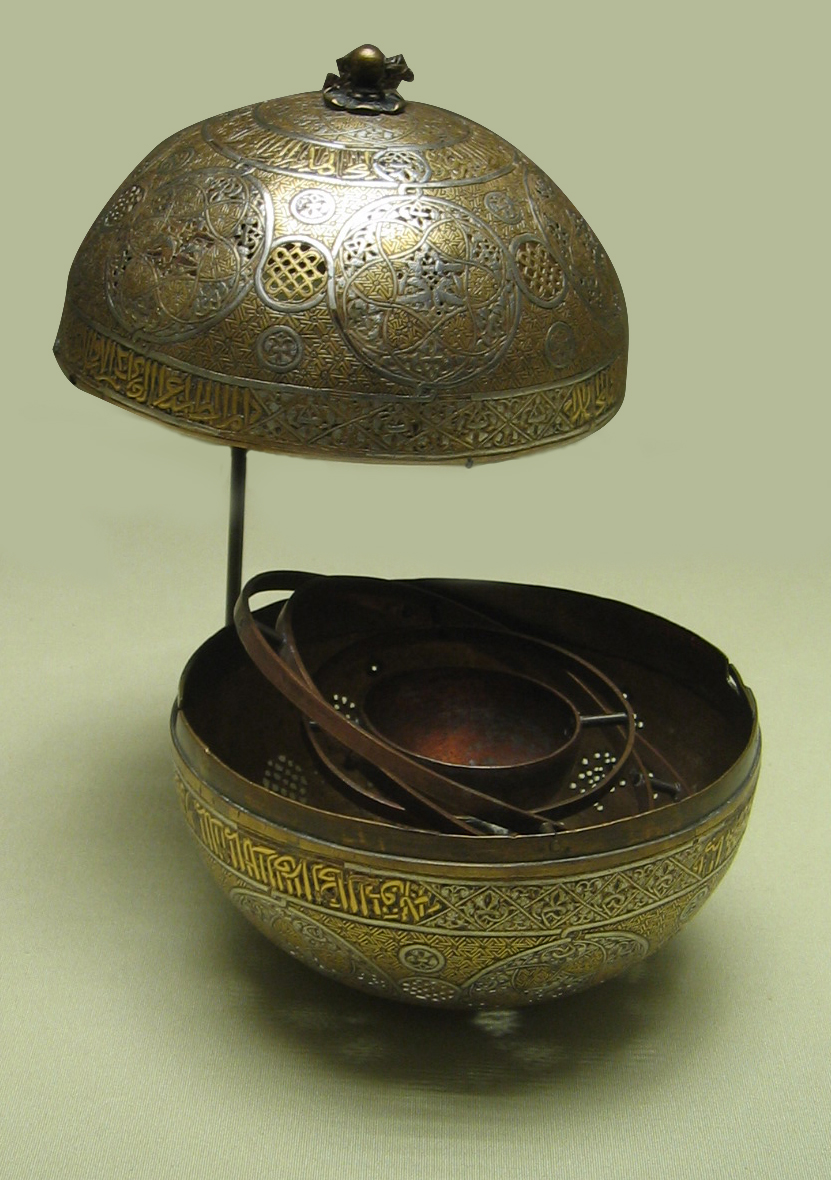
Brûleur à encens.

La combustion de l'encens dégage une fumée odoriférante contenant entre autres des hydrocarbures aromatiques polycycliques (HAP) et des carbonyles de benzène, produits classés cancérogènes. En 2004, le magazine Que choisir a publié un article laissant entendre que les émissions dues à la combustion d’encens comportaient 110 fois plus de benzène que le seuil recommandé.
Il est donc déconseillé d'en utiliser plus d'un bâton par jour, et recommandé d'aérer la pièce après.
Quelques extraits (traduction de l'anglais) de la page 332 du Bulletin of Environmental Contamination and Toxicology référencé précédemment :

« La combustion de l’encens libère des substances chimiques cancérogènes.
Selon des chercheurs taïwanais, brûler de l'encens expose les gens à des niveaux dangereux de fumées chargées de produits chimiques cancérogènes.
Cette pratique est une aide méditative et médicinale populaire, souvent utilisée par les bouddhistes, hindous, Musulmans et chrétiens dans leurs maisons et lieux de culte.
Les niveaux d'un produit chimique connu pour être à l'origine du cancer du poumon étaient beaucoup plus élevés dans un temple mal ventilé à Taïwan que dans les maisons où les gens fument du tabac. Brûler de l'encens crée aussi plus de pollution que le trafic routier à un carrefour de la ville.
Les chercheurs ont recueilli des échantillons d'air à l'intérieur et à l'extérieur d’un temple dans une ville de Taïwan, et les ont comparés à des échantillons à un carrefour. À l'intérieur du temple, ils ont trouvé des concentrations très élevées d'hydrocarbures aromatiques polycycliques (HAP), un grand groupe de produits chimiques hautement cancérogènes qui sont libérés quand certaines substances sont brûlées.
Les niveaux de HAP totaux à l'intérieur du temple étaient 19 fois plus élevés qu'à l'extérieur et légèrement supérieurs à ceux enregistrés au carrefour. « En raison d'une mauvaise ventilation dans les temples et de l'accumulation provenant de la combustion d'encens sans arrêt, nous n'avons pas été surpris par ces résultats », explique un chercheur.
Un HAP appelé benzopyrène, connu pour causer le cancer du poumon chez les fumeurs, a été trouvé en quantités très élevées à l'intérieur du temple. Les chercheurs ont comparé les niveaux de benzopyrène dans le temple avec d'autres espaces intérieurs, et ont constaté qu'ils étaient jusqu'à 45 fois plus élevés que dans les maisons où les résidents fumaient du tabac.
Les chercheurs ont également testé des polluants comme les particules totales en suspension (TSP). Ils ont constaté que les concentrations de TSP à l'intérieur du temple étaient trois fois plus élevées qu'au carrefour routier et 11 fois plus élevées qu'à l'extérieur du temple. Ces concentrations dépassent les niveaux standard « sécuritaires » pour l'air ambiant fixés à Taïwan. »

— Clodagh O'Brien
Une autre étude (2015) a montré que dans l'air intérieur, les particules et substances volatiles générées par la combustion de l'encens sont encore plus toxiques que la fumée de tabac en raison du taux, dans la fumée d'encens, de particules ultrafines et de divers composés irritants, toxiques (et plus génotoxiques et cytotoxiques que celles du tabac).
Alors que l'oliban (résine tirée de l'arbuste Boswellia sacra) est utilisé pour les fumigations, la résine tirée de l'arbuste Boswellia serrata contient des acides boswelliques à hauteur d'environ 30 % ; les extraits de cette résine pourraient avoir une action positive contre certaines maladies, dont l'asthme, la polyarthrite rhumatoïde, la maladie de Crohn.